# الکساندرو پاپارونی
الکساندرو پاپارونی (به انگلیسی: Alessandro Paparoni) زاده ۱۷ آگوست ۱۹۸۱ بازیکن والیبال اهل ایتالیا است.
او در بازی‌های المپیک تابستانی ۲۰۰۸ همراه تیم ملی والیبال ایتالیا به مقام ۴ام رسید.